# A Bu
A Bu (en chino: 阿布, nacido Dai Liang, 1999 en Beijing)  es un pianista y compositor de jazz chino.

## Vida
A Bu estudió piano clásico y piano de jazz en el Conservatorio Central de Música de Beijing a la edad de nueve años  y, desde septiembre de 2014, en la Juilliard School de Nueva York con Hung-Kuan Chen.   Después de sustituir a un artista en el festival Nine Gates de 2012, Sennheiser lo buscó y luego lanzó varios álbumes con su sello discográfico. 
En 2013 realizó una improvisación no planificada con Chick Corea en el JZ Festival.  En 2015 ganó el primer lugar en el Concurso de Piano Solo de Jazz Parmigiana en el Festival de Jazz de Montreux en Suiza.   También en 2015, A Bu fue invitado por la Unesco a tocar en el Concierto Global All-Star del Día Internacional del Jazz. 
El 21 de noviembre de 2016 estrenó Nocturne en sol mayor de Nikolai Kapustin para piano y orquesta op. 16 en Moscú, acompañado por la Orquesta de Jazz de Moscú dirigida por Igor Butman.   

## Discografía
- 88 Tones of Black and White; Sennheiser (Harmonia Mundi), 2014[9]
- Butterflies Fly in Pairs, with Tom Kennedy (Bass) and Ryan J. Lee (Drums); Sennheiser (Harmonia Mundi), 2016[2]
- One Step East, with Larry Grenadier (Bass) and Eric Harland (Drums); Jz Music, 2021[10][11]